# 오늘도 지송합니다
《오늘도 지송합니다》는 2024년 12월 5일부터2025년2월27일 방송 중인 KBS Joy 목요 드라마다.

## 기획 의도
'천당' 밑 '천포 신도시'를 배경으로 사랑도, 결혼도 쉽지 않은 위장 유부녀 '지송이'의 파란만장 천포 생존기를 그린 로맨틱 코미디

## 방송 시간
| 방송 채널 | 방송 기간                       | 방송 시간            | 방송 분량 |
| --------- | ------------------------------- | -------------------- | --------- |
| KBS Joy   | 2024년 12월 5일 ~ 2025년2월27일 | 매주 목요일 오후 9시 |           |

## 제작진

### 제작사
- 와이낫미디어

### 제작
- 임희준
- 정헤레나
- 김정혜

### 극본
- 조유진 : 영화 《파일럿》(집필) 집필
- 최룡 : 드라마 《이사장님은 9등급》(집필), 드라마 《독고빈은 업뎃중》(집필) 집필
- 민지영

### 연출
- 민지영 : 드라마 《청담국제고등학교》(연출), 드라마 《@계정을 삭제하였습니다》(연출), 영화 《인생남주》(연출) 연출

## 등장 인물

### 주요 인물
- 전소민 : 지송이 역
- 공민정 : 최하나 역
- 장희령 : 안찬양 역
- 최다니엘 : 차현우 역
- 김무준 : 김이안 역

### 지송이 주변 인물들
- 윤하빈 : 제이지 역
- 주아름 : 지은규 역
- 이윤건 : 지팔욱 역
- 윤예희 : 박미란 역

### 최하나 주변 인물들
- 우강민 : 배성태 역
- 김세아 : 배시아 역
- 류성환 : 배테오 역

### 안찬양 주변 인물들
- 권혁 : 석진호 역

### 영유모임
- 염지영 : 에단 맘 역
- 추하연 : 루이 맘 역
- 김소이 : 샤넌 맘 역

### 기타 인물
- 미상 : 최하나의 부하직원 역
- 이한위 : 윤 부장 역
- 미상 : 최하나의 후배 역
- 미상 : 지송이의 전남편 역
- 미상 : 지송이의 아버지 역

## 시청률
| 2024년 | 2024년    | 2024년      | 2024년 | 2024년 |
| 회차   | 방송일    | 닐슨 시청률 |        |        |
| ------ | --------- | ----------- | ------ | ------ |
| 1      | 12월 5일  | 0.318%      |        |        |
| 2      | 12월 12일 | 0.36%       |        |        |
| 3      | 12월 19일 | 0.446%      |        |        |
| 4      | 12월 26일 | 0.298%      |        |        |
| 2025년 |           |             |        |        |
| 5      | 1월 9일   | 0.5%        |        |        |
| 6      | 1월 16일  | 0.3%        |        |        |
| 7      | 1월 23일  | 0.3%        |        |        |
| 8      | 1월 30일  | 0.5%        |        |        |
| 9      | 2월 6일   | 0.3%        |        |        |
| 10     | 2월 13일  | 0.3%        |        |        |
| 11     | 2월 20일  | 0.4%        |        |        |
| 12     | 2월 27일  | 0.4%        |        |        |

## 참고 사항
- 시작은 첫키스 이후 KBS joy의 두 번째 드라마 편성이다.
- 호랑이띠 연기자들이 많다. 전소민, 최다니엘, 공민정, 김무준 모두 호랑이띠다. 조유진 작가도 호랑이띠라고 한다.
- 첫 방송후 넷플릭스 순위 3위를 기록하기도 하였다.
- 주요 촬영 장소는 파주 운정신도시다. 주로 해오름마을에서 촬영했다. 작중 지송이가 사는 아파트는 해오름마을 8단지(운정자이 퍼스트시티), 최하나가 사는 곳이자 천포신도시 대장으로 언급되는 아파트는 해오름마을 14단지(운정신도시 푸르지오 파르세나)다. 지송이 조카 제이지가 다니는 영어유치원은 라이즈어학원 파주운정캠퍼스이며, 그밖에 다율초-다율중 앞 사거리와 해오름마을 중심상가가 주요 배경으로 나온다.
- 2025년 상반기에 KBS 2TV 채널에서 재방영하는 것을 검토중이라고 한다.[13]